# Dagmar von Gersdorff
Dagmar Edith von Gersdorff, geborene von Forell, ist eine deutsche Schriftstellerin und Literaturwissenschaftlerin.

## Leben
Dagmar von Forell wuchs im Westerwald auf und bestand 1957 in Köln am humanistischen Gymnasium das Abitur. Sie ist Mitglied im PEN-Zentrum Deutschland Nach ihrer Heirat studierte sie an der Freien Universität Berlin Germanistik und Kunstgeschichte, daneben auch Philosophie und Geschichte. Mit einer Dissertation über Thomas Mann und die deutsche Romantik wurde sie in Berlin 1977 zum Doktor der Philosophie promoviert. Dagmar von Gersdorff verfasste sieben Kinder- und Jugendbücher, die in mehrere Sprachen übersetzt wurden und auf der Auswahlliste zum Deutschen Jugendbuchpreis standen. Von da an profilierte sich von Gersdorff als freie Schriftstellerin und Verfasserin von Kunstliteratur sowie Lebensbeschreibungen und Biographien, die mit einer Ausnahme – der Biographie von Marie-Luise Kaschnitz – die großen Persönlichkeiten der Goethezeit behandeln, zuletzt Ottilie von Goethe (2021). Im Auftrag der Staatlichen Museen Preußischer Kulturbesitz in Berlin veröffentlichte die Kunsthistorikerin zudem drei Text-Bild-Werke.

## Werke
- Thomas Mann und E. T. A. Hoffmann. Philosophische Dissertation Bern 1978.
- Lebe der Liebe und liebe das Leben. Der Briefwechsel von Clemens Brentano und Sophie Mereau. Insel Verlag, Frankfurt am Main 1982.
- Dich zu lieben kann ich nicht verlernen. Das Leben der Sophie Brentano-Mereau. Insel Verlag, Frankfurt am Main 1984.
- Marie Luise Kaschnitz. Eine Biographie. Insel Verlag, Frankfurt am Main 1992.
- Königin Luise und Friedrich Wilhelm III. Eine Liebe in Preußen. Berlin 1996.
- Bettina und Achim von Arnim. Eine fast romantische Ehe. Berlin 1997.
- Goethes Mutter. Eine Biographie. Frankfurt am Main / Leipzig 2001.
- Goethes erste große Liebe Lili Schönemann. Insel Verlag, Frankfurt am Main / Leipzig 2002.
- Marianne von Willemer und Goethe. Die Geschichte einer Liebe. Frankfurt am Main und Leipzig 2003
- Goethes späte Liebe. Die Geschichte der Ulrike von Levetzow. Insel Verlag, Frankfurt am Main / Leipzig 2005 (= Insel-Bücherei. Band 1265).
- Die Erde ist mir Heimat nicht geworden. Das Leben der Caroline von Günderrode. Insel Verlag, Frankfurt am Main / Leipzig 2006
- Goethes Enkel Walther, Wolfgang und Alma. Insel Verlag, Frankfurt am Main / Leipzig 2009.
- Caroline von Humboldt. Eine Biographie. Insel Verlag, Berlin 2011, ISBN 978-3-458-17502-5.
- Auf der ganzen Welt nur sie. Die verbotene Liebe zwischen Prinzessin Elisa Radziwill und Wilhelm von Preußen. Insel Verlag, Berlin 2013, ISBN 978-3-458-17579-7.
- Julia Mann. Die Mutter von Heinrich und Thomas Mann. Insel Verlag, Berlin 2018, ISBN 978-3-458-17770-8.
- Vaters Tochter. Theodor Fontane und seine Tochter Mete. Insel Verlag, Berlin 2019, ISBN 978-3-458-36430-6.
- Die Schwiegertochter. Das Leben der Ottilie von Goethe. Insel Verlag, Berlin 2021, ISBN 978-3-458-17946-7.

## Herausgeberschaften
- Lebe der Liebe und liebe das Leben. Der Briefwechsel von Clemens Brentano und Sophie Mereau. Frankfurt 1982
- Kinderbildnisse aus vier Jahrtausenden. Text-Bild-Band. Berlin 1989
- Liebespaare und Eheleute in der Kunst. Text-Bild-Band. Berlin 1990

## Preise
- Kulturpreise des Landes Rheinland-Pfalz 1986 und 1988
- Wilhelm-Foerster-Preis der Stadt Potsdam 2014